# Coupe ASOBAL 2006-2007
Navigation
Coupe ASOBAL 2005-2006 Coupe ASOBAL 2007-2008
La Coupe ASOBAL 2006-2007 est la 17e édition de la compétition qui a eu lieu les 21 et 22 décembre 2006 dans le Palais des sports de León.
Elle est remportée par le BM Ciudad Real pour la 4e fois.

## Équipes engagées et formule
Les équipes engagées sont le CB Ademar León qui est organise la compétition à domicile et les trois premières équipes du Championnat d'Espagne 2006-2007 à la fin des matchs aller, à savoir le Portland San Antonio, le BM Ciudad Real et le FC Barcelone.
Le format de la compétition est une phase finale à 4 (demi-finale, finale) avec élimination directe. L'équipe qui remporte la compétition obtient une place qualificative pour la Ligue des champions 2007-2008.

## Résultats
|  | Demi-finales         | Demi-finales   |                      |    | Finale | Finale |
|  | Demi-finales         | Demi-finales   |                      |    | Finale | Finale |
|  |                      |                |                      |    |        |        |
|  |                      |                |                      |    |        |        |
|  |                      |                |                      |    |        |        |
|  | CB Ademar León       | 28             |                      |    |        |        |
|  | CB Ademar León       | 28             |                      |    |        |        |
|  | Portland San Antonio | 30             |                      |    |        |        |
|  | Portland San Antonio | 30             | Portland San Antonio | 27 |        |        |
|  |                      |                | Portland San Antonio | 27 |        |        |
|  |                      | BM Ciudad Real | 29                   |    |        |        |
|  | FC Barcelone         | BM Ciudad Real | 29                   | 32 |        |        |
|  | FC Barcelone         |                |                      | 32 |        |        |
|  | BM Ciudad Real       | 33             |                      |    |        |        |
|  | BM Ciudad Real       | 33             |                      |    |        |        |

## Statistiques et récompenses
- Meilleur joueur du tournoi : Alberto Entrerríos
- Meilleur gardien du tournoi : Arpad Šterbik
- Meilleur buteur du tournoi : Ivano Balić